# Invictus Games (przedsiębiorstwo)
Invictus Games – węgierski producent gier komputerowych, powstały w 1992 roku. Założycielami firmy są Tamás Kozák i Ákos Diviánszky. Invictus Games specjalizuje się w produkowaniu gier wyścigowych. Ich gry wydają między innymi: Codemasters, Activision, 1C, Gamepot i Joyzone.

## Wybrane produkcje
- 1nsane
- onEscapee
- Project Torque
- Street Legal
- Street Legal Racing: Redline
- Level-R
- Heat Online
- Overspeed